# Droga wojewódzka 335
Die Droga wojewódzka 335 (DW 335) ist eine 30 Kilometer lange Droga wojewódzka (Woiwodschaftsstraße) in der polnischen Woiwodschaft Niederschlesien, die Chojnów und Lubin verbindet. Die Strecke liegt im Powiat Legnicki, im Powiat Polkowicki und im Powiat Lubiński.

## Streckenverlauf
Woiwodschaft Niederschlesien, Powiat Legnicki
-  Chojnóww (Haynau) (A 4, DK 94, DW 328)
- Kolonia Kołłątaja
- Jaroszówka

Woiwodschaft Niederschlesien, Powiat Polkowicki
- Żabice
- Trzebnice

Woiwodschaft Niederschlesien, Powiat Lubiński
- Krzeczyn Mały (Klein Krichen, Polnisch Krichen)
- Krzeczyn Wielki (Groß Krichen)
-  Lubin (Lüben) (DK 3, DK 36, DW 323)